# Kap-Stachelmaus
Die Kap-Stachelmaus (Acomys subspinosus) ist ein Nagetier aus der Familie der Mäuseartigen, das im südwestlichen Südafrika in der Provinz Westkap und anliegenden Landstrichen verbreitet ist.
Die Art ist ein Endemit des südafrikanischen Fynbos, kommt also ausschließlich in diesem Areal vor.

## Merkmale
Kap-Stachelmäuse erreichen eine Kopf-Rumpf-Länge von etwa 88 mm, der Schwanz entspricht in seiner Länge der von Kopf und Körper. Das Gewicht liegt bei etwa 20 g, Weibchen sind etwas schwerer als Männchen. Die Kap-Stachelmaus besitzt das für Stachelmäuse typische, vor allem am Hinterleib raue bis stachelige Fell. Die Körperoberseite ist graubraun gefärbt, wobei die Fellfarbe an den Flanken in ein Rostbraun übergehen kann. Die Körperunterseite ist hellgrau bis weiß gefärbt. Auch die Haarborsten am Schwanz sind auf der Oberseite dunkler gefärbt als auf der Unterseite.

## Lebensweise
Kap-Stachelmäuse sind nachtaktive Bewohner felsiger Hangregionen. Sie ernähren sich vor allem von Nüssen. Daneben werden jedoch auch Gliederfüßer und Schnecken verzehrt. Die Mäuse sind scheinbar wichtige Bestäuber für den Zuckerbusch Protea humiflora. Des Weiteren wurde auch die Verbreitung von Pollen der Zwiebelpflanze Massonia depressa durch Kap-Stachelmäuse nachgewiesen. Dabei verläuft die Fortpflanzungssaison der Tiere synchron mit der Blütezeit der Pflanzen, deren Nektar sie trinken.
Kap-Stachelmäuse bringen zwei bis fünf Jungtiere pro Wurf zur Welt.

## Gefährdung
Die Art wird von der IUCN als least concern, also nicht gefährdet, eingestuft. Die Bestände gelten als stabil.